# Juan Manuel Toro Vallejo
Juan Manuel Toro Vallejo (ur. 9 maja 1959 w Medellín) – kolumbijski duchowny katolicki, biskup Girardota od 2024.

## Życiorys
Święcenia kapłańskie otrzymał 3 listopada 1995 i został inkardynowany do diecezji Sonsón-Rionegro. Pracował głównie w seminariach duchownych (m.in. w Bogocie, Rionegro i Cali). W 2020 został dyrektorem stowarzyszenia księży Sługi Ducha Świętego.
21 marca 2024 papież Franciszek mianował go ordynariuszem diecezji Girardota.
18 maja 2024 otrzymał święcenia biskupie w Kościele Matki Bożej z Carmen w El Carmen de Viboral. Udzielił mu ich biskup Fidel León Cadavid Marín. 25 maja 2024 zaplanowane jest kanoniczne objęcie diecezji przez nowego biskupa. 